# Nissan Micra
Nissan March/Micra — компактный автомобиль, выпускающийся японской компанией Nissan с 1982 года. В Японии, странах Азии и Латинской Америки автомобиль продаётся под названием March, а в Европе, Северной Америке, Африке, на Ближнем Востоке и в Австралии — Micra.
Автомобиль первого поколения (K10), созданный по эскизам Джорджетто Джуджаро, выпускался с 1982 по 1992 годы и завоевал популярность в Европе благодаря своим хорошим ходовым свойствам, динамичному двигателю и выдающейся надёжности. С более мягкими округлыми формами модель второго поколения (K11) производилась с 1992 по 2002 годы и так понравилась европейским журналистам, что они присудили ей титул «Автомобиль 1993 года». Это был первый случай, когда японский автомобиль получил такую награду. Характерной внешности «лягушонок» с выпученными фарами третьего поколения (K12) выпускался с 2002 по 2010 год и хорошо известен в России, так как официально в ней продавался. Модель четвёртого поколения (K13), собираемая с 2010 года на заводах партнёров фирмы Nissan в Азии и Латинской Америки и продающаяся более чем в 160 странах, стала поистине международной. Предназначенный в первую очередь для Европы автомобиль пятого поколения (K14) выпускается с 2017 года. Он стал значительно больше, привлекает внимание характерными линиями кузова и оснащён множеством новейших систем помощи водителю. 

## История
В 1976 году известный итальянский дизайнер Джорджетто Джуджаро представил руководству компании Nissan свои предложения по компактному автомобилю для европейского рынка. В это время на фирме уже работали над подобным проектом, но показанные Джуджаро эскизы имели оригинальный и стильный дизайн и были по достоинству оценены. На их основе и с использованием собственных наработок под началом Наганори Ито (англ. Naganori Ito) был создан прототип будущего автомобиля, показанный на Токийском автосалоне 1981 года под кодом NX-018. Для выбора настоящего имени новой модели был объявлен конкурс, на который пришло почти 6 миллионов предложений. После просмотра всех вариантов было решено дать автомобилю название March (яп. マーチ, с англ. — «Марш») и в октябре 1982 года Nissan March поступил в продажу в Японии.

## March/Micra K10 (1982—1992)
Выпускаемый первоначально только с трёхдверным кузовом, автомобиль March, а именно под таким названием модель известна в Японии, казался обычным компактным хетчбэком. Но под простым внешним видом скрывалось нечто особенное. Сердцем автомобиля был передовой литровый полностью алюминиевый четырёхцилиндровый с верхним распредвалом двигатель (MA10). Несмотря на свою скромную мощность в 55 л.с. лёгкий и оборотистый мотор стал откровением для владельцев небольших автомобилей, сидевших на диете старых примитивных чугунных двигателей.

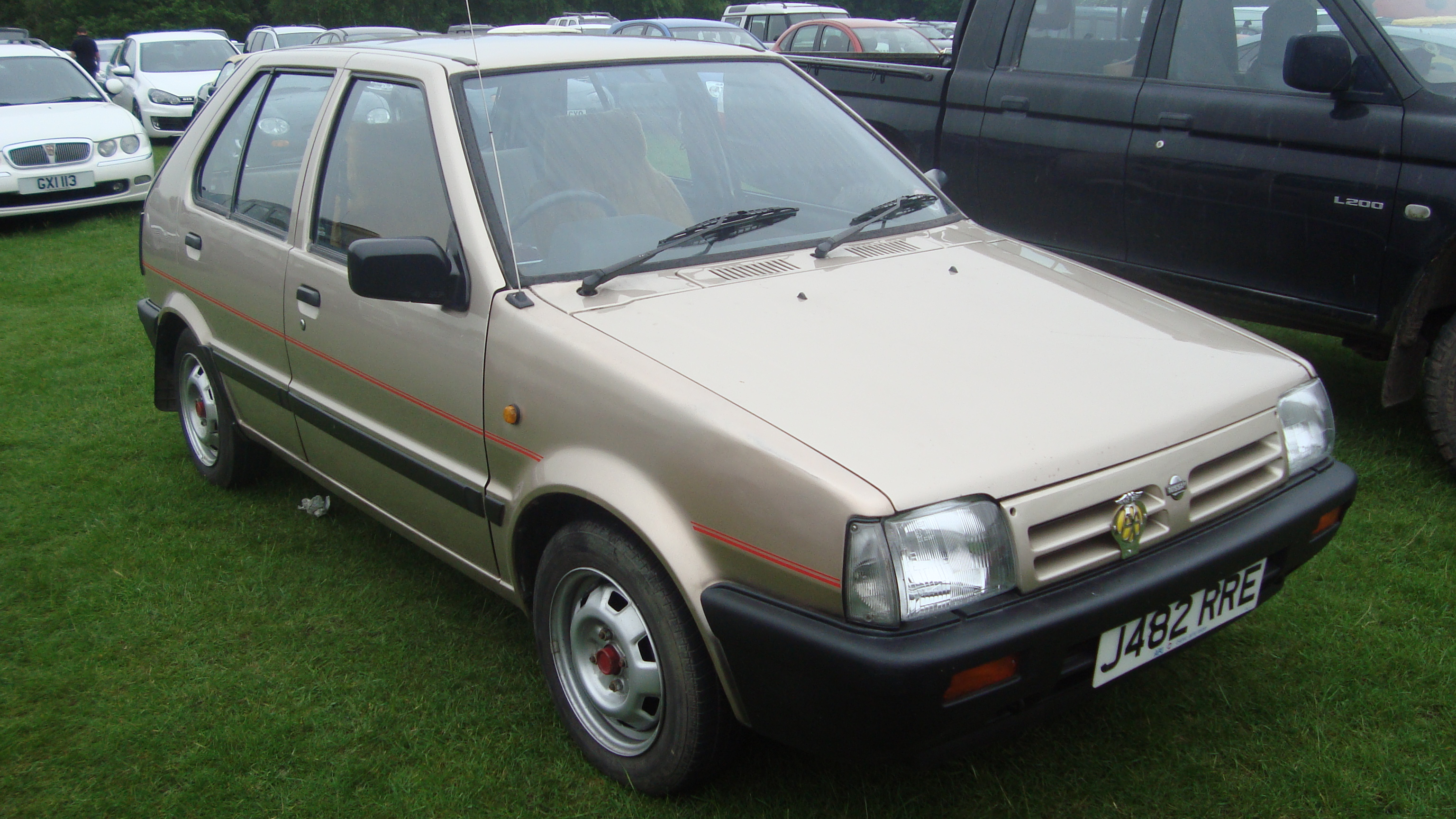
Nissan Micra в пятидверном исполнении последних лет выпуска

Продажи автомобиля в Европе начались в 1983 году, где он получил имя Micra. Через три года появилась немного изменённая модель, которую легко отличить по крупным задним фонарям. А в 1989 году была представлена пятидверная версия. Оба автомобиля, трёх и пятидверный, имели новую решетку радиатора, фары, большие бамперы и множество других изменений. По заказу на модели можно было установить новый 1,2-литровый двигатель (MA12S), который благодаря адаптированной для него системе электронного управления карбюратором развивал мощность 60 л.с. Для Европы этого было достаточно.
Но не для японской модели, история которой развивалась по другому сценарию. В 1985 году появился автомобиль March Turbo, оснащённый литровым двигателем (MA10ET) с турбонаддувом, который развивал 85 л.с. А в 1989 году Nissan представил March Superturbo, культовый статус которого помогла поддержать ограниченная в 10 тысяч штук партия. Автомобиль оснащался 930-кубовым двигателем (MA09ERT) с турбонаддувом и механическим нагнетателем, работающими последовательно. Мотор выдавал здоровые 110 л.с., разгоняя March Superturbo до 100 км/ч за 7,7 секунд, а максимальная скорость достигала 180 км/ч.
Доступные либо с трёхступенчатой автоматической, либо с пятиступенчатой механической коробками передач, оборудуемые дифференциалом с вязкостной муфтой и, в зависимости от версии, такими элементами комфорта, как кондиционер и электрические стеклоподъёмники, Superturbo и March R, дорожная версия гоночного автомобиля, были первыми в целом ряду ещё более необычных версий, все из которых официально продавались только в Японии.

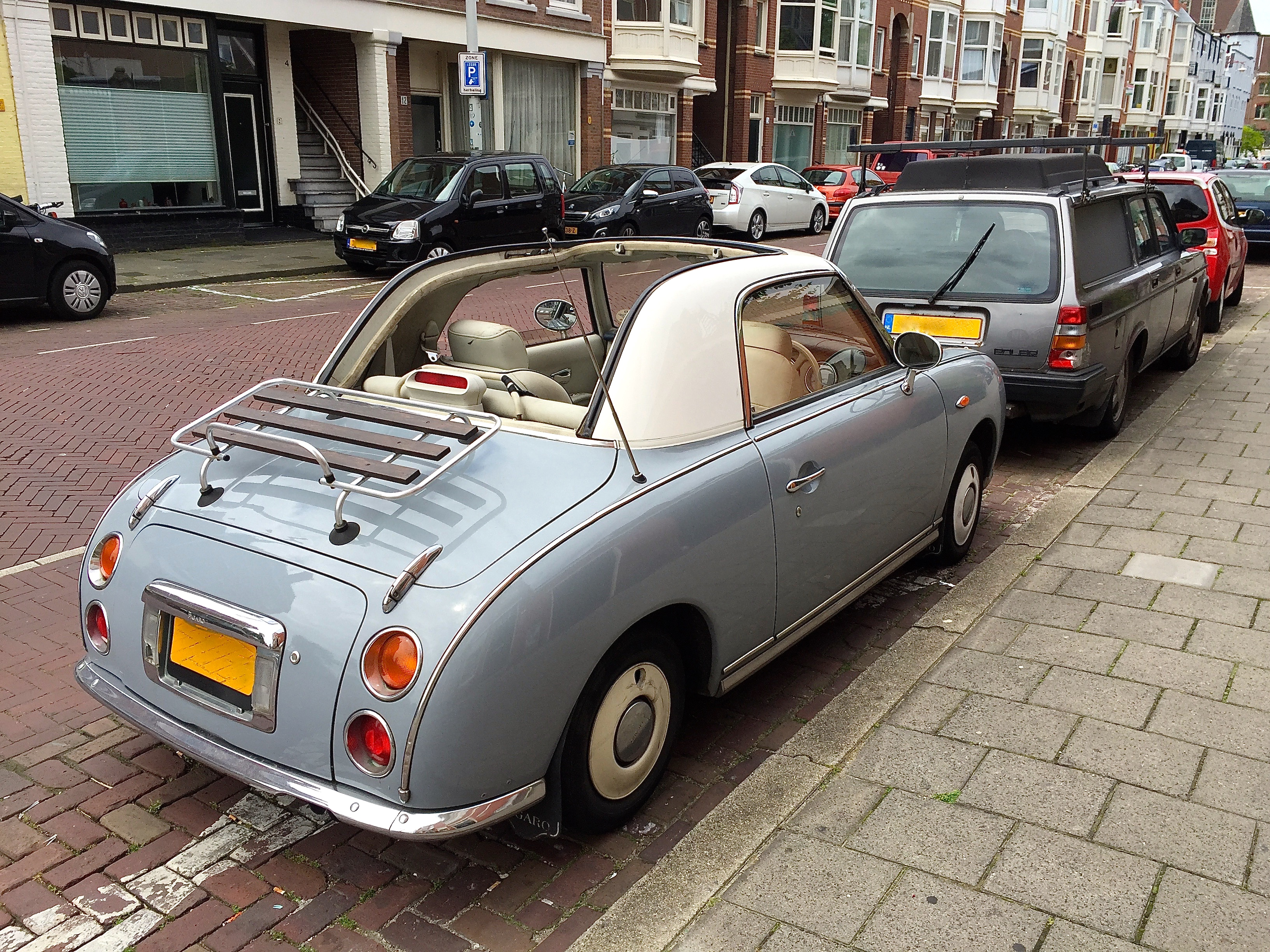
Nissan Figaro с брезентовой крышей

Таких как, модель Be-1 с мягкими округлыми формами, представленная в 1985 году на Токийском автошоу, или утилитарного вида Pao (яп. パオ), впервые показанный в 1987 году. На базе March также был создан небольшой фургончик S-Cargo, похожий на садовую улитку.
В Европе самым известным представителем этой линейки была модель Figaro (яп. フィガロ) с брезентовой крышей, впервые представленная в 1989 году на автосалоне в Токио и поступившая в продажу двумя годами позже. Всего было выпущено 20 тысяч этих ретромобилей, и они были столь популярны, что разыгрывались по лотерее: номер выигрышного билета был порядковым номером в очереди на приобретение автомобиля.
А ещё Micra практически не ломался. В 2006 году журнал Auto Express провёл исследование, которое показало, что почти 30% из проданных в 1983—1992 годах в Великобритании моделей всё ещё на ходу. Это — потрясающее число для автомобиля, к тому времени не выпускающегося уже 14 лет.
Всего было изготовлено примерно 1,65 миллиона автомобилей March/Micra первого поколения, из них 888 тысяч было продано в Европе.

## March/Micra K11 (1992—2002)

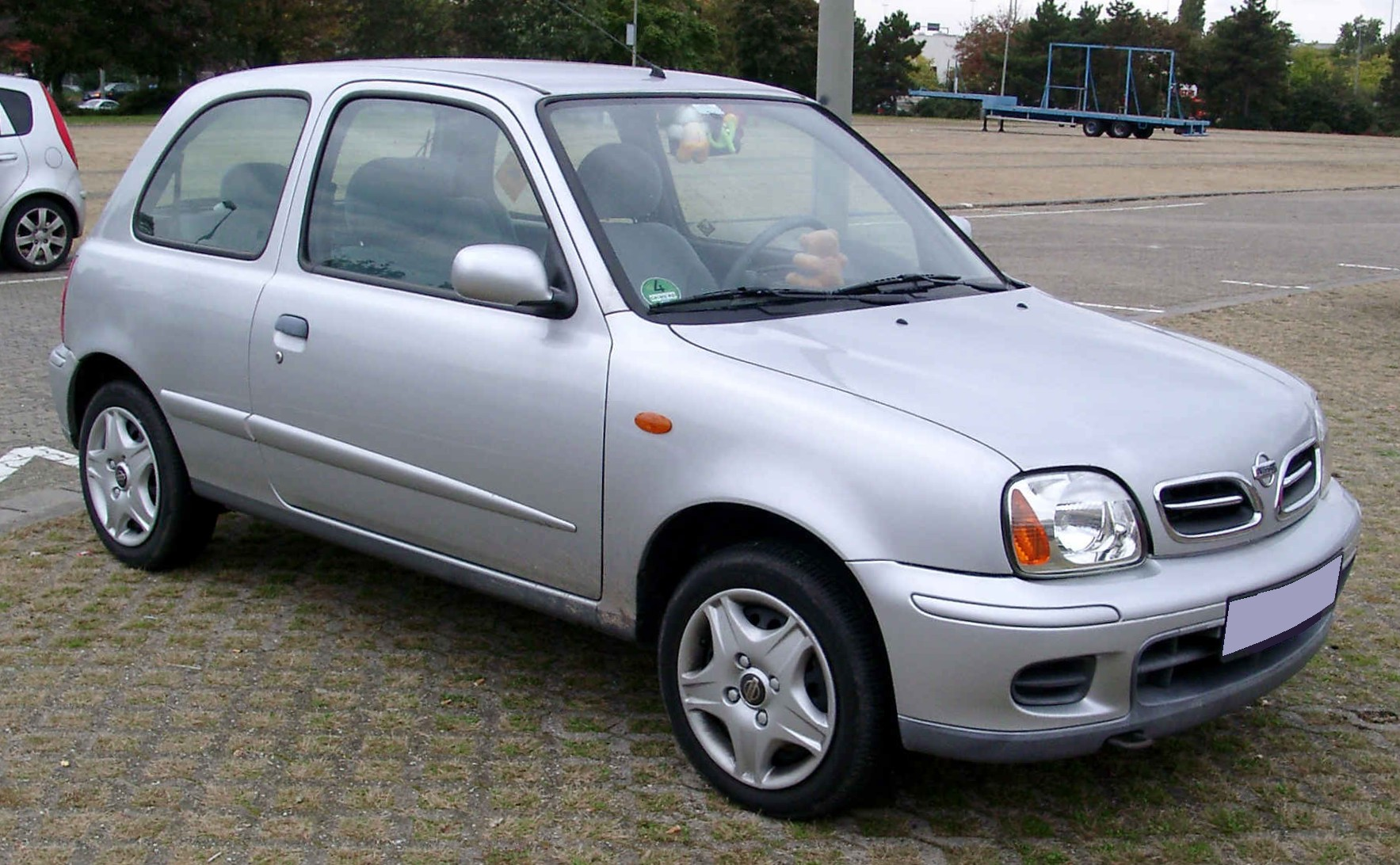
1998 Nissan Micra, единые капот и решётка радиатора

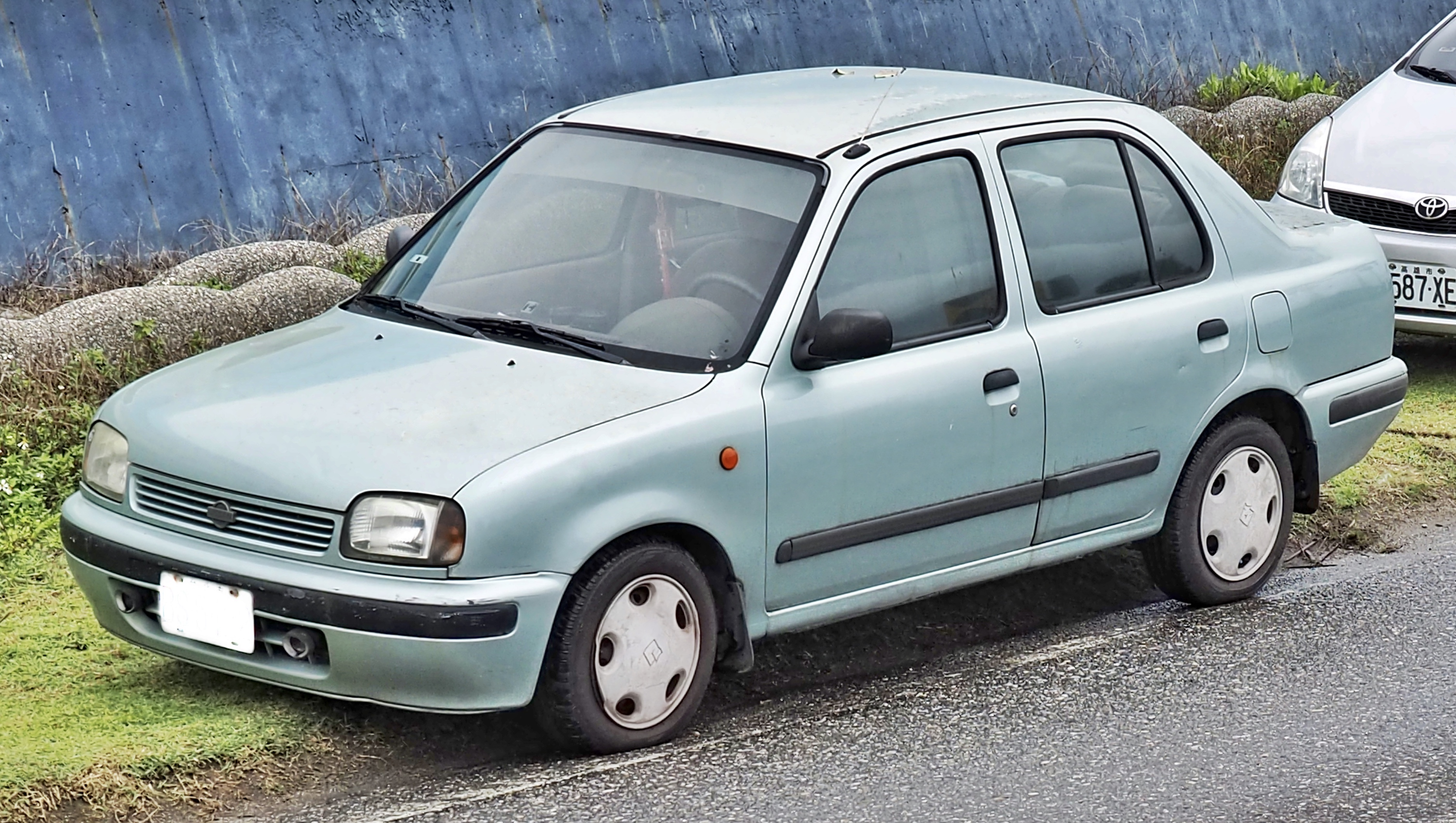
Yulon-Nissan March в кузове седан

После десяти успешных лет наступило время автомобиля следующего поколения. Производство новой модели, сразу доступной в трёх и пятидверном вариантах, стартовало в Японии в начале 1992-го, но в Европе автомобиль появился только в конце года.
Если модель первого поколения имела консервативную внешность, то новый автомобиль был большим модником: его дружелюбные округлые формы быстро сделали его популярным среди молодёжи.
Технически автомобиль также сильно изменился. Он получил пару заново спроектированных высокоэффективных шестнадцатиклапанных двигателей с двумя верхними распредвалами рабочим объёмом 1,0 (CG10DE) и 1,3 (CG13DE) литра. Оба двигателя оборудовались системой впрыска топлива и развивали 55 и 75 л.с. соответственно.
Модель также подросла с точки зрения оснащения. Многое устанавливаемое на неё стандартно или по заказу оборудование было обычным для автомобилей более высокого класса, но редко применялось на небольших городских машинках. Так, стандартными для модели были силовые брусья в дверях, ремни безопасности с преднатяжителями и ограничителями усилия. Когда как антиблокировочная система тормозов, подушки безопасности и такие элементы комфорта как электрические стеклоподъёмники, система центральной блокировки дверей и климат контроль, постепенно становились доступными в течение всего срока производства.
В то же время, автомобиль только «на двоечку» прошёл европейские краш-тесты
Тем не менее, группа влиятельных автомобильных журналистов так полюбила эту модель, что проголосовала за присуждение ей титула Европейский автомобиль 1993 года. Micra стала первым автомобилем японской марки, который выиграл эту важную награду. Термин «японская марка» применяется здесь потому, что эта модель не была традиционным экспортируемым из Японии автомобилем, она производилась и в Европе.
Чуть позже и японские журналисты присудили модели March аналогичную награду.
Фирма Nissan начала производство автомобилей в Европе в 1984 году на новом заводе в северной Англии: Nissan Motor Manufacturing UK (NMUK). Качество и производительность завода в Сандерленде было столь высоким, что в 1992 году было решено добавить вторую сборочную линию для модели Micra нового поколения.
Выпускаемые в Сандерленде автомобили с мая 1995 по декабрь 1997 года экспортировались и в Австралию, но из-за курса валют Micra второго поколения на этом рынке потерпела неудачу
Развивался автомобиль по обычной схеме: небольшие изменения внешнего вида появились в 1996 году, когда как более значительная модернизация была проведена двумя годами позже — в 1998 году. В целом кузов автомобиля остался прежним, а его внешний вид был изменён благодаря симпатичной переделке передней и задней частей. И снова главные изменения были под капотом, где появился 1,5-литровый турбодизель Peugeot (TUD5).

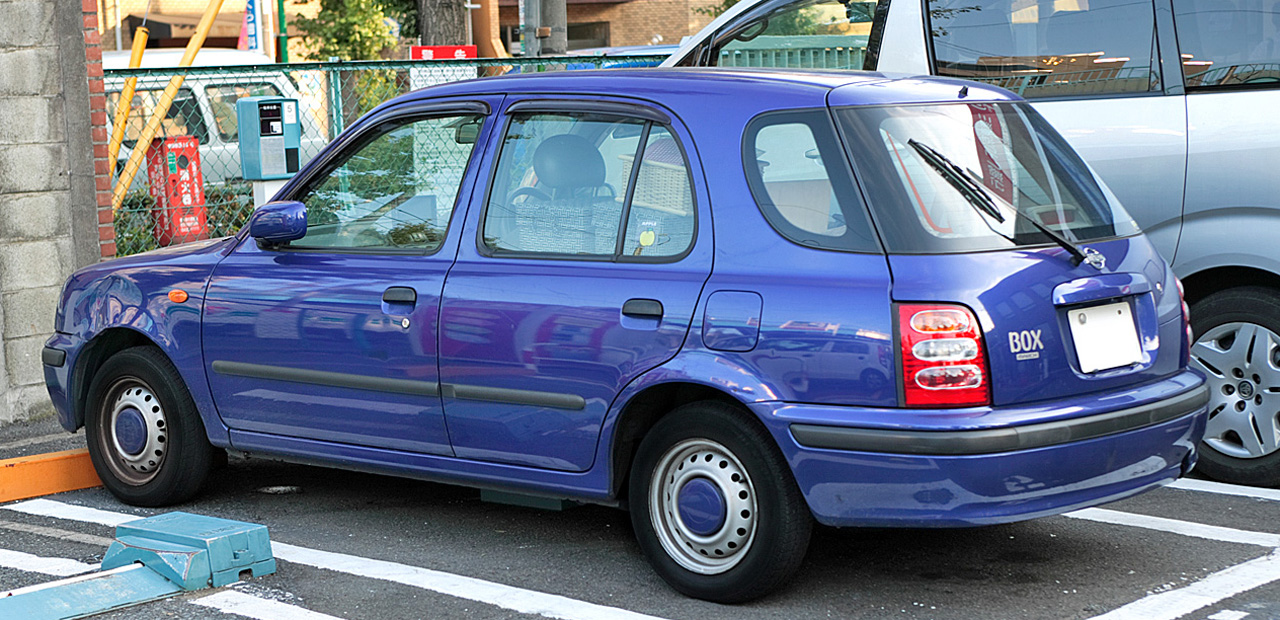
Nissan March Box с кузовом универсал

Различные вариации автомобиля продолжали появляться в Японии. Там самостоятельно производилась версия с кузовом универсал, названная Box,а также множество моделей в ретро стиле: Tango (яп. タンゴ), Bolero (яп. ボレロ), Rumba (яп. ルンバ), Polka (яп. ポルカ). Помимо этого выпускался кабриолет и полноприводная версия, а множество тюнинговых компаний использовали модель в качестве основы для невероятного количества автомобилей, выполненных в самых разных стилях.
Не снижающаяся популярность модели, а она оставалась в производстве полные десять лет, вызвала появление последних изменений, которые были предприняты в 2000 году. 1,3-литровый двигатель был заменён на более мощный 85-сильный 1,4-литровый (CGA3DE), литровый мотор остался, но его мощность была увеличена до 60 л.с.
Всего было выпущено примерно 2,54 миллиона автомобилей March/Micra второго поколения, из них 1,3 миллиона было продано в Европе.
Тяжёлое финансовое положение компании Nissan не позволяло выделить ресурсы на разработку новой модели до тех пор, пока не был оформлен стратегический альянс с корпорацией Renault.

## March/Micra K12 (2002—2010)

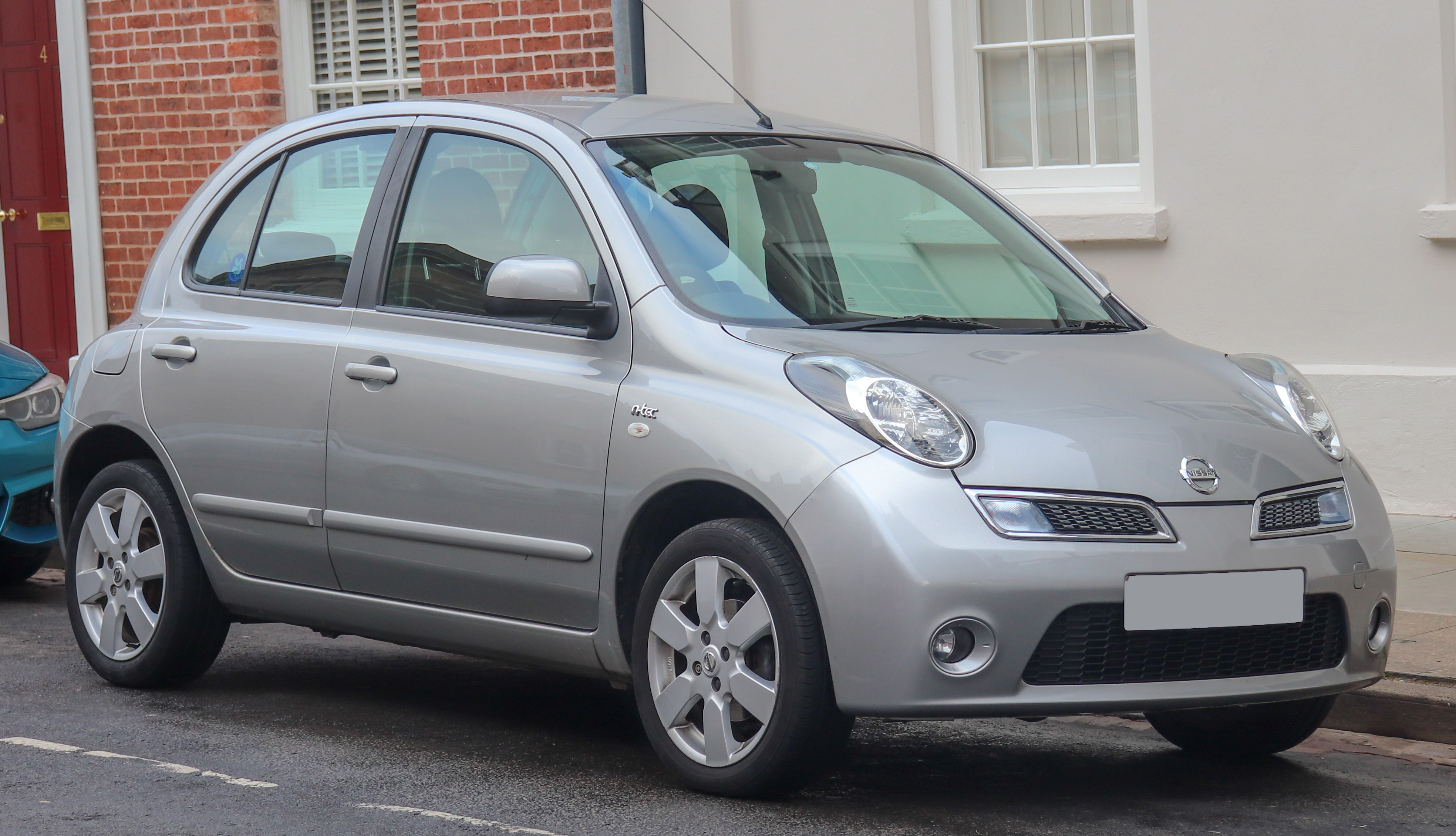
Nissan Micra последних лет выпуска в пятидверном исполнении

То что союз с Renault придал уверенности компании Nissan, стало понятно в момент показа автомобиля Micra следующего поколения. Его радикально закруглённый стиль, выпученные фары и оснащение как у больших автомобилей впечатлили журналистов и покупателей. Созданный на платформе с удлинённой на 70 миллиметров колёсной базой, разработанной совместно корпорацией Renault, новый автомобиль установил стандарт для всех супермини, последовавших за ним.
Отличительной чертой его компоновки был выдвинутый вперёд салон, который вместе с относительно высоким и широким кузовом сформировал большое внутреннее пространство.
В самом начале производства автомобиль комплектовался четырьмя двигателями: литровым (CR10DE), который заказывался крайне редко, 1,2-литровым (CR12DE) мощностью 80 л.с. и 88-сильным 1,4-литровым (CR14DE) бензиновыми двигателями, а также заимствованный у Renault 1,5-литровым турбодизелем (K9K).
Список стандартного и заказного оборудования модели был таким, какой редко можно было встретить на обычных городских автомобилях. Так, например, датчик дождя или перемещающееся заднее сиденье, которое позволяло выбирать между увеличенным пространством для задних пассажиров или большим местом для багажа. Micra был одним из первых автомобилей в Европе, который не нуждался в обычном ключе. Электронный ключ можно было просто держать в кармане или в сумочке, автомобиль отпирался и запирался нажатием кнопки на двери, а заводился поворотом рукоятки. Из практичных приспособлений можно отметить множество мест для хранения, включая аккуратный отсек под сиденьем переднего пассажира. А из умных — бортовой компьютер, который, например, мог поздравить водителя с днём рождения
В 2005 году автомобиль получил небольшие изменения. Так, были усилены бампера для того, чтобы справиться с контактной, бампер в бампер парковкой часто практикуемой парижскими водителями. В салоне была обновлена отделка интерьера и установлены новые с лучшей боковой поддержкой кресла.
Но, как обычно, главное можно было найти под капотом. Прекрасные ходовые свойства автомобиля лучше могли быть реализованы в новой модели 160 SR, оснащённой 1,6-литровым двигателем (HR16DE) мощностью 110 л.с. и настроенной спортивной подвеской.
В Японии также появились спортивные версии March, сначала модель 12SR с форсированным 1,2-литровым мотором, а позже модель 15SR-A с 1,5-литровым двигателем (HR15DE).

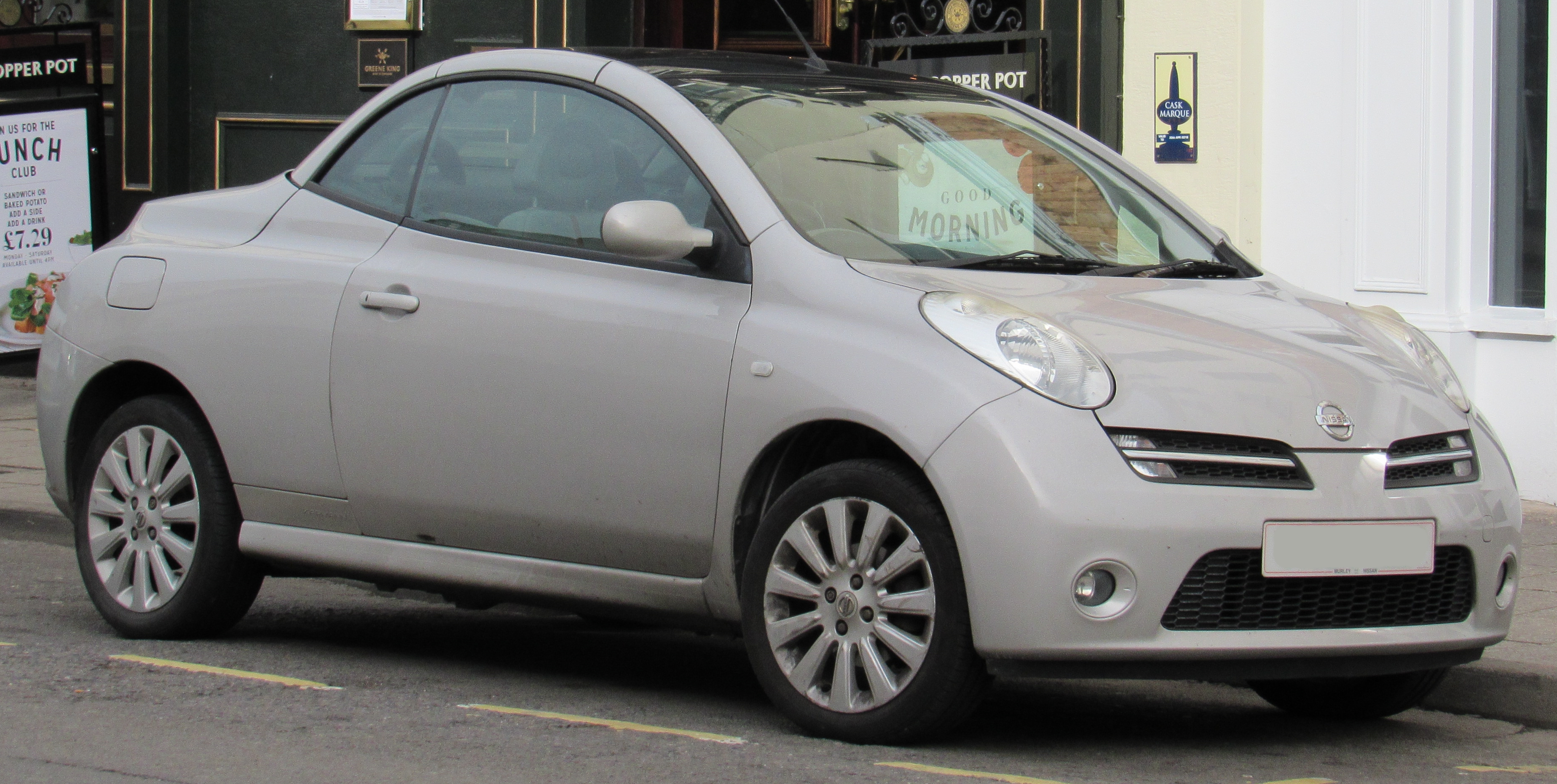
Nissan Micra C+C с жёсткой, но складывающейся крышей

Кроме того, в Японии продолжали выпускать поделки под старину на основе March: Rafeet (яп. ラフィート), Bolero (яп. ボレロ), а также оригинальную полноприводную версию с электрическим приводом задней оси. А в Европе был представлен автомобиль с третьим, помимо трёх и пятидверного хетчбэков, типом кузова: купе-кабриолет Micra C+C (coupé + convertible). Трансформируемое в кабриолет купе было разработано на вновь созданной в Европе студии Nissan Design Europe (NDE) совместно с фирмой Karmann, известным европейским производителем кабриолетов.
С 2003 по 2010 годы автомобиль продавался в России. Отечественные журналисты оценили красивый и удобный, хорошо организованный со множеством мест для хранения салон с комфортабельными креслами. «Живой» мотор (1.4) с хорошо настроенной автоматической трансмиссией быстро разгонял автомобиль, а отменные ходовые свойства позволяли ему легко маневрировать в потоке. Многим не понравилась слишком жёсткая, тряская подвеска и все были недовольны настройками усилителя рулевого управления, который создавал не настоящее, искусственное ощущение на рулевом колесе.
При покупке подержанного автомобиля Micra следует обратить внимание на часто ломающийся усилитель руля. Заменяется он вместе с рулевой колонкой, что существенно удорожает ремонт. Недолговечны и многие детали подвески, хотя их унификация с такими же узлами Renault делает их недорогими и легкодоступными. Быстро корродирующая выхлопная система — это типичная проблема данной модели, хотя сам кузов достаточно хорошо защищён от ржавления. А ещё, у автомобиля быстро теряет вид салон. В целом же Micra считается вполне надёжным автомобилем с небольшими эксплуатационными расходами
Завод в Сандерленде сказал «прощай» модели Micra 16 июля 2010 года, почти через 18 лет после того, как первый автомобиль сошёл с конвейера. Здесь было произведено около 1,4 миллиона моделей второго поколения (K11) и почти миллион, включая 31 тысячу Micra C+C — третьего поколения (K12). Всего с 1992 по 2010 в Англии было изготовлено 2 368 704 автомобиля Micra. А в целом было выпущено примерно 1,63 миллиона автомобилей March/Micra третьего поколения, из них 822 тысячи было продано в Европе.
| Продажи в России | Продажи в России | Продажи в России | Продажи в России | Продажи в России | Продажи в России | Продажи в России | Продажи в России |
| ---------------- | ---------------- | ---------------- | ---------------- | ---------------- | ---------------- | ---------------- | ---------------- |
| 2003             | 2004             | 2005             | 2006             | 2007             | 2008             | 2009             | 2010             |
| 468              | 2120             | 2973             | 3669             | 4271             | 5045             | 1274             | 1190             |

| Euro NCAP                                          | Euro NCAP | Euro NCAP | Euro NCAP |
| -------------------------------------------------- | --------- | --------- | --------- |
| Рейтинги                                           | Пассажир  |           | 25        |
| Рейтинги                                           | Пешеход   |           | 12        |
| Протестированная модель: Nissan Micra 1.2 S (2003) |           |           |           |

## March/Micra K13 (2010—2017)

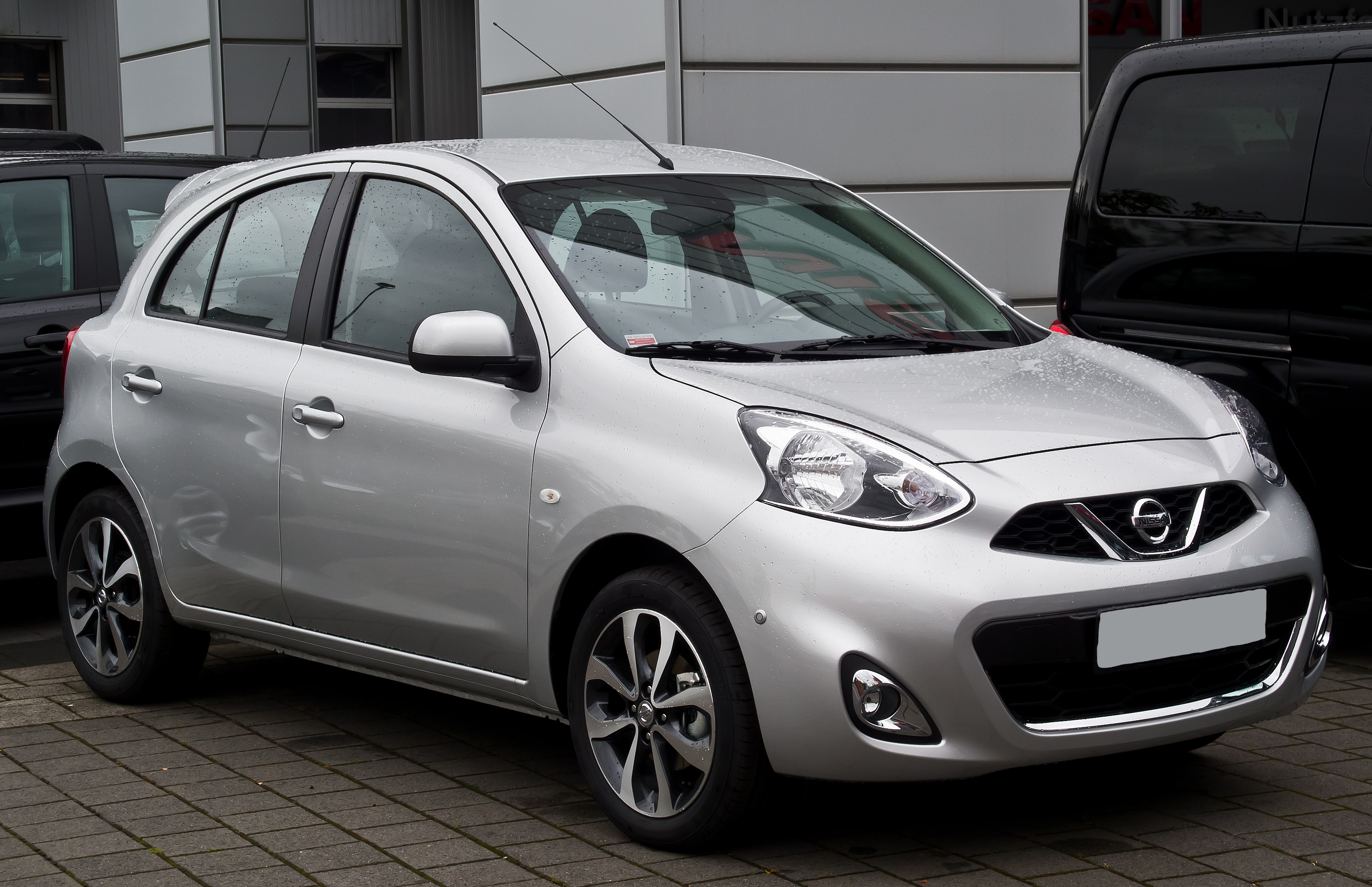
2013 Nissan Micra после модернизации

Пережив три поколения и 30 лет производства, Micra продолжал оставаться стандартом для всех других городских автомобилей. Созданная на новой корпоративной платформе модель четвёртого поколения сочетала резвость и мощность с высокой топливной экономичностью и малым уровнем выбросов.
Этому во многом способствовала пара новых трёхцилиндровых бензиновых двигателей рабочим объёмом 1,2 литра. Начального уровня атмосферный мотор (HR12DE) развивал 80 л.с. Его более мощный собрат (HR12DDR) с непосредственным впрыском топлива и отключаемым механическим нагнетателем выдавал 98 л.с. при исключительно малом расходе топлива. Наддувный двигатель был столь эффективным, что потребность в дизельном моторе для европейских покупателей отпала. 
Когда как большинство из его конкурентов значительно выросли, Micra остался небольшим городским автомобилем практически тех же размеров. Он сохранил так любимые всеми округлые формы, но в новом, более современном исполнении. Хорошо видимые в профиль мягкие арки окон подчёркивались более крупным задним спойлером. Оригинальная выштамповка на крыше в форме бумеранга повышала её жёсткость, одновременно снижая сопротивление воздуха. Выпускалась только пятидверная версия, трёхдверок не стало.
Новый Micra имел богатое оснащение, включающее несколько инновационных систем, облегчающих вождение в городе. Так, навигационная система, используя точные карты, проводила вас, поворот за поворотом по всем городским закоулкам. Запоминая положение и скорость автомобиля, система не теряла ориентации в туннелях и на подземных стоянках. А простая в использовании система контроля парковочного пространства, с помощью датчиков следила за положением автомобиля и подсказывала водителю в какую сторону крутить руль при парковке.
В Японию поставлялись автомобили, изготовленные в Таиланде, а в Европу, на Ближний Восток и в Африку собранные на новом, специально для этого построенном в Индии заводе. Здесь же, только для индийского рынка, собирался клон Micra автомобиль Renault Pulse. Оба автомобиля, помимо атмосферного 1,2-литрового мотора, оснащались дизельным двигателем (K9K).

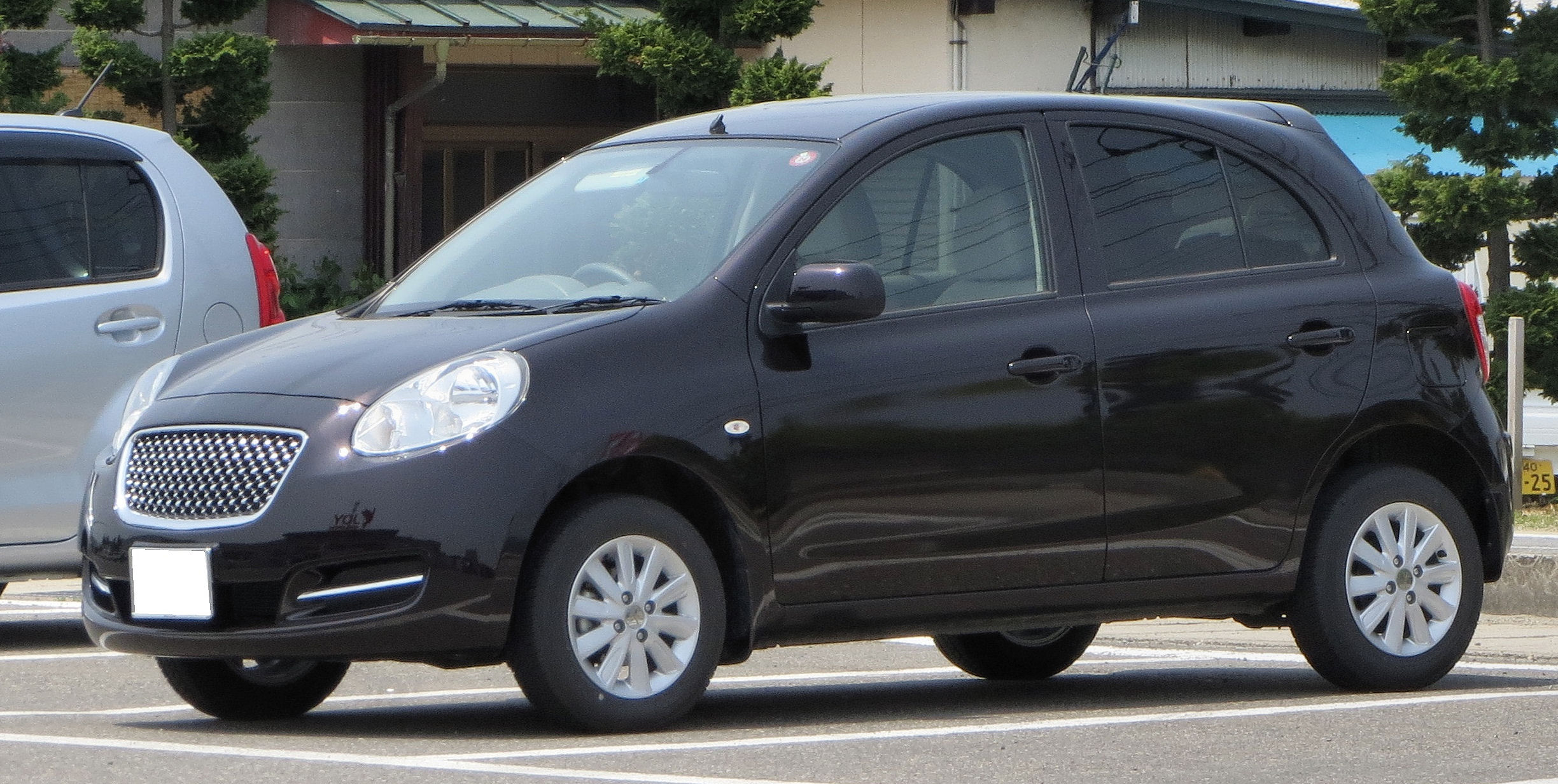
Nissan March Bolero

Как и прежде, в Японии предлагалась полноприводная версия March с электрическим приводом задней оси, а также спортивная модель March Nismo с улучшенной аэродинамикой, настроенным шасси, усиленным кузовом и полуторалитровым двигателем (HR15DE) мощностью 116 л.с. и выполненный под старину автомобиль March Bolero.
Собираемые в Южной Америке автомобили March оснащались другой гаммой двигателей, основным из которых был 1,6-литровый мотор (HR16DE) мощностью 106 л.с. Помимо него, в Бразилии, на модель устанавливали литровый двигатель Renault (D4D) мощностью 70 л.с. Оба двигателя могли работать как на бензине, так и на очень распространённом в этом регионе этаноле.
В 2013 году модель прошла плановую модернизацию. Автомобиль получил новый передок, выдержанный в общем корпоративном стиле других моделей Nissan, новые задние фонари со светодиодными лампами, обновлённый салон с полностью новой консолью и, в Европе, новейшую телекоммуникационную систему NissanConnect, выполнявшую функции связи, навигации и развлечения. В Бразилии старый литровый двигатель был заменён современным мотором (HR10DE) того же рабочего объёма.
Автомобиль уверенно прошёл испытания на безопасность в Японии, Европе и Австралии. Но изготовленный в Южной Америке новейший March 2018 года краш-тест провалил: была отмечена низкая структурная жёсткость его кузова. 
По состоянию на 2024 год производство K13 Micra/March в Мексике продолжается.
| ANCAP                                        |                    |       |
| · 31,11 · общий рейтинг                      |                    |       |
| Рейтинги                                     | Фронтальный удар   | 12,79 |
| Рейтинги                                     | Боковой удар       | 15,32 |
| Рейтинги                                     | Столб              | 2     |
| Рейтинги                                     | Ремни безопасности | 1     |
| Протестированная модель: Nissan Micra (2011) |                    |       |

| Latin NCAP                                               |          |  |       |
| Рейтинги                                                 | Пассажир |  | 20,11 |
| Рейтинги                                                 | Ребёнок  |  | 21,42 |
| Протестированная модель: Nissan March + 2 Airbags (2018) |          |  |       |

## March/Micra K14 (2017—н.в.)
Новый Micra пятого поколения стал полностью другим. Предназначенный в первую очередь для Европы, автомобиль сразу привлекает внимание характерными линиями кузова. А ещё — такими деталями, как выразительная решётка радиатора, фары в форме бумерангов, острые линии боковин и «парящая» крыша, а также ручки задних дверей, скрытые в стойках кузова. Новый хетчбэк стал ниже, шире и длиннее, он оснащен более компактными турбодвигателями, динамичным шасси и множеством инновационных систем безопасности.
Модель предлагается с 0,9-литровым бензиновым трёхцилиндровым двигателем с турбонаддувом (HR09DET) и проверенным временем 1,5-литровым турбодизелем (K9K), оба мотора развивают по 90 л. с. Кроме того, можно заказать литровый атмосферный бензиновый двигатель (BR10DE) мощностью 70 л. с.
Увеличение ширины кузова и колесной базы позволило создать один из самых просторных салонов в своем классе. Дополнительные детали и элементы для индивидуального оформления автомобиля как изнутри, так и снаружи, позволяют создать 125 различных вариантов, предоставляя владельцу нового Micra возможность собрать автомобиль на свой вкус.
Как и ранее, модель оснащена функциями, традиционно представленными лишь в автомобилях премиум-сегмента, такими как система кругового обзора и активная система контроля полосы движения. Кроме того, впервые для европейской модели Nissan, предлагается интеллектуальная система экстренного торможения с функцией распознавания пешеходов, а также системы распознавания дорожных знаков и предупреждения о нахождении объектов в «слепых» зонах.

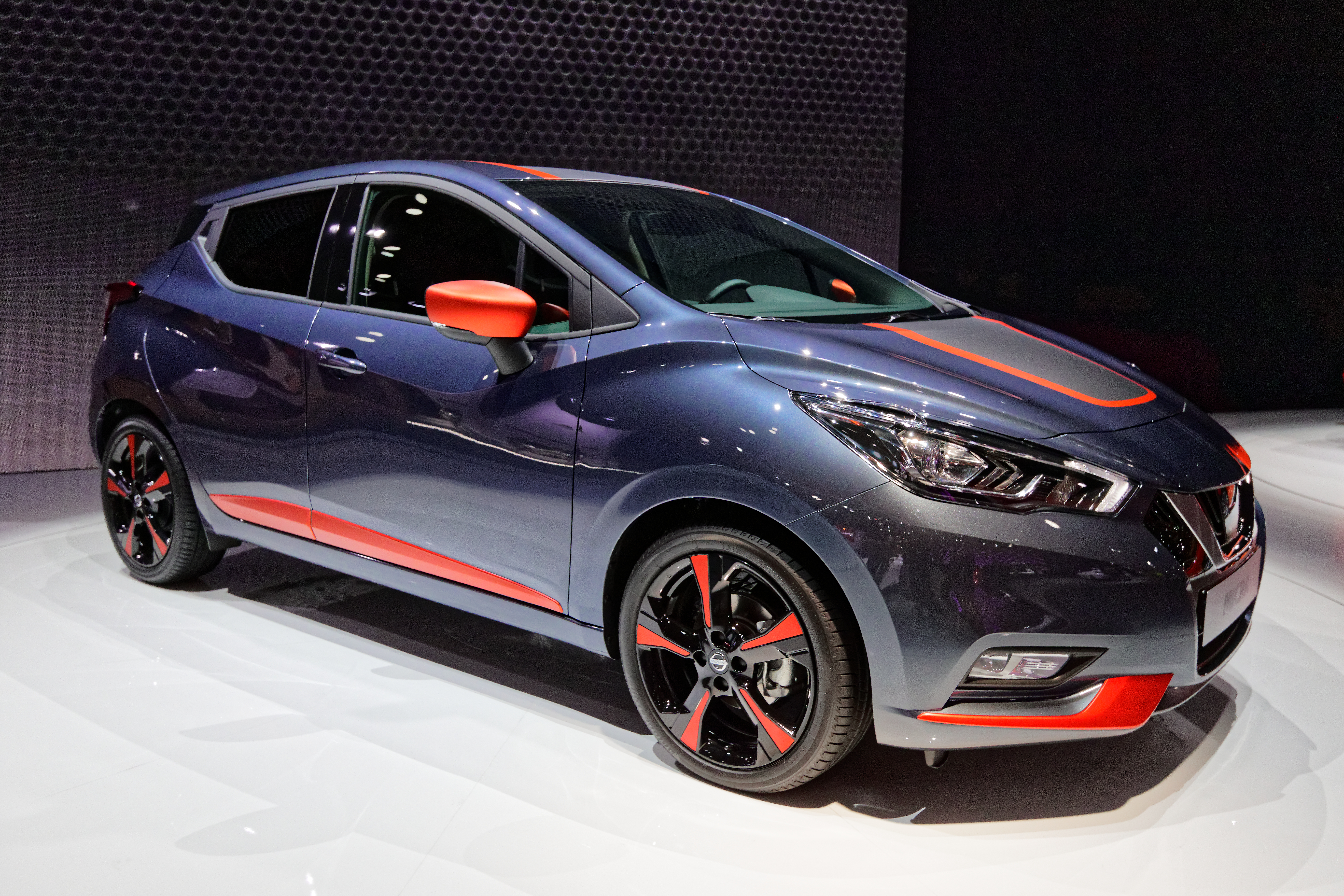
Nissan Micra BOSE Personal Edition

Для любителей чего-то особенного имеется специальная версия автомобиля Micra BOSE Personal Edition, оснащенная аудиосистемой BOSE с динамиками, встроенными в подголовник водительского сиденья. В сочетании с фирменной системой обработки сигнала, это создаёт потрясающий эффект объёмного звучания. Параметры аудиосистемы можно настроить индивидуально, позволяя водителю получить истинное наслаждение от музыки.
Помимо европейских стран, новый Micra продаётся в Марокко и Южной Африке; ожидается, что скоро эта модель появится в Австралии. По информации некоторых японских источников, появление нового March должно произойти в конце лета 2019 года. Задержка с выходом на рынок, предположительно, вызвана проблемами с гибридной версией автомобиля. В Индии, по слухам, будет выпускаться другой автомобиль, внешне похожий на европейскую модель, но с упрощённым, более дешёвым шасси и меньшим количеством электроники.
| Euro NCAP                                                    | Euro NCAP | Euro NCAP | Euro NCAP             |
| ------------------------------------------------------------ | --------- | --------- | --------------------- |
| · общий рейтинг                                              |           |           |                       |
| 91%                                                          | 79%       | 68%       | 49%                   |
| взрослый пассажир                                            | ребёнок   | пешеход   | активная безопасность |
| Протестированная модель: Nissan Micra 0.9 Acenta, LHD (2017) |           |           |                       |

## Комментарии
1. 1 2 3 4 5  В Японии.

### Документы Nissan
1. Nissan Micra Heritage Timeline (англ.). — 2017. — No. 426169773. — P. 1. Архивировано 1 октября 2018 года.
2. Nissan Fact File 2001-2002 (англ.). — Japan: Nissan, 2002. — P. 18. Архивировано 28 августа 2008 года.
3. e-4WD System (англ.). — Japan: NISSAN MOTOR CO.. — P. 1. Архивировано 29 марта 2017 года.

### Каталоги
1. Nissan マーチ (яп.). — Japan: Nissan, 1984. — 第3091AKK 数. — P. 36.
2. Nissan March (яп.). — Japan: Nissan, 1987. — 第6091AGG 数. — P. 15.
3. All New March (яп.). — Japan: Nissan, 1990. — 第C1142-9011AMT 数. — P. 15.
4. Figaro (яп.). — Japan: Nissan, 1991. — P. 7.
5. March (яп.). — Japan: Nissan, 1992. — P. 35.
6. Cabriolet March (яп.). — Japan: Nissan, 1997. — P. 11.
7. March Polka (яп.). — AUTECH, 2001. — 第AJ-MA7-0110N5 数. — P. 3. Архивировано 20 августа 2018 года.
8. Rafeet (яп.). — AUTECH, 2002. — 第AJ-MA9-0209N1 数. — P. 4. Архивировано 30 августа 2018 года.
9. March Bolero (яп.). — AUTECH, 2005. — P. 8. Архивировано 30 августа 2018 года.
10. Bolero/Rafeet (яп.). — AUTECH, 2007. — P. 2. Архивировано 30 августа 2018 года.
11. Nissan Micra. — НИССАН МОТОР УКРАИНА. — № K13 B NS 140331. — P. 12. Архивировано 31 июля 2018 года.
12. March Nismo (яп.). — Japan: Autech. — P. 8. Архивировано 20 сентября 2018 года.
13. Новая Nissan Micra. — Франция: Nissan Europe, 2017. — P. 23. Архивировано 31 июля 2018 года.
14. March (исп.). — Mexico, 2018. — P. 13. Архивировано 21 сентября 2018 года.
15. Nissan New Micra (англ.). — England: Nissan UK, 2017. — No. 99999-99569. — P. 41. Архивировано 1 октября 2018 года.

### Технические характеристики
1. Nissan Micra (нид.). — Nissan Motor Nederland, 1998. — Nr. 018901. — P. 6. Архивировано 31 июля 2018 года.
2. MICRA Specs (англ.). — Nissan Europe, 26 Oct 2009. — No. 14786. — P. 4. Архивировано 1 октября 2018 года.
3. マーチ主要諸元 (Основные характеристики March) (яп.). — P. 2. Архивировано 18 сентября 2018 года.
4. Nissan Micra. — 2016. — № EE-01C-0681. — P. 8. Архивировано 31 июля 2018 года.
5. H4Bt – TCe 90 0.9 Turbo MPI - Gasoline Euro5 (англ.). — Renault Powertrain. — P. 4. Архивировано 27 сентября 2018 года.
6. K9K – dCi 75, dCi 90, dCi 110 1.5 Turbo - Diesel Euro5 & Euro6 (англ.). — Renault Powertrain. — P. 4. Архивировано 28 сентября 2018 года.
7. NOVA MICRA (хорв.). — Nissan Croatia, 2017. — P. 3. Архивировано 1 октября 2018 года.

### Руководства по эксплуатации
1. MARCH MANUAL DO PROPRIETÁRIO (порт.). — Brasil, 2013. — Num. MP1P-B02AB13. — P. 233. Архивировано 21 сентября 2018 года.
2. MARCH MANUAL DO PROPRIETÁRIO (порт.). — Brasil, 2018. — Num. MP1P-B02AB28. — P. 310. Архивировано 21 сентября 2018 года.

### Руководство по ремонту
1. Colin Brown. Micra Owners Workshop Manual. — Somerset England: Haynes Publishing Group, 1983. — Vol. H907030. — 312 p. — ISBN 1 85010 909 5.

### Статьи
1. Nissan Micra. Примеряем на себя // Авторевю : Газета. — Москва, 2003. — № 10 (289). — С. 60—63.
2. Анатолий Калицев, Максим Кадаков. Иномарки в России: итоги 2003 года // Авторевю : Газета. — Москва, 2004. — № 2 (304). — С. 12—14. Архивировано 28 ноября 2005 года.
3. Анатолий Калицев. Иномарки в России: итоги 2004 года // Авторевю : Газета. — Москва, 2005. — № 2 (327). — С. 14—16. Архивировано 9 октября 2006 года.
4. Анатолий Калицев. Почти полтора миллиона // Авторевю : Газета. — Москва, 2006. — № 2 (350). — С. 8—10. Архивировано 22 августа 2006 года.
5. Владимир Палкин. Бум. Просто бум // Авторевю : Газета. — Москва, 2007. — № 3 (374). — С. 14—16. Архивировано 18 мая 2007 года.
6. Игорь Владимирский. Авторынок России: вперёд и вверх, а там… // Авторевю : Газета. — Москва, 2008. — № 3 (397). — С. 14—16. Архивировано 29 декабря 2008 года.
7. Игорь Владимирский. Авторынок России: инерция // Авторевю : газета. — Москва, 2009. — № 3 (420). — С. 12—16. Архивировано из оригинала 7 декабря 2009 года.
8. Игорь Владимирский. Отрезвление // Авторевю : газета. — Москва, 2010. — № 3 (443). — С. 12—17. Архивировано из оригинала 11 февраля 2010 года.
9. Игорь Владимирский. Реабилитация // Авторевю : газета. — Москва, 2011. — № 3 (466). — С. 12—17. Архивировано из оригинала 7 сентября 2015 года.